# Akshaya Mohanty
Akshaya Kumar Mohanty (Oriya ଅକ୍ଷୟ ମହାନ୍ତି), Cuttack, 12 de octubre de 1936-17 de noviembre de 2002) fue un músico y escritor polifacético de Odisha, India.
Compuso la música de más de 75 películas y numerosas canciones.
Se casó en 1967 con Prabina Mohanty, tuvieron dos hijos y dos hijas; su hijo Chitrabhanu Mohanty ha seguido los pasos de su padre como músico. 

## Escritores
- Aneswata Rani
- Bichara
- Nagna Monalisa
- Ba Ba Re America
- Aryadasara Atmalipi
- Aryadasara Sheshalipi
- Aphera Nadi
- Gayaka
- Jaya Nuhen Jaya
- Gotie Kuhu, Aneka Uhu